# کتیبه سقندل
کتیبه سقندل مربوط به سدهٔ ۸ ه.ق است و در شهرستان ورزقان، بخش مرکزی، روستای سغندل واقع شده و این اثر در تاریخ ۱ فروردین ۱۳۴۷ با شمارهٔ ثبت ۷۹۵ به‌عنوان یکی از آثار ملی ایران به ثبت رسیده است.